# Dom Kohna w Częstochowie
Dom Kohna (Dom Bata) – zabytkowa, neoklasyczna kamienica w Częstochowie, w II Alei, zbudowana w 1865 roku.

## Historia
Klasycystyczna kamienica została zbudowała w 1865 roku przez Hermiszewskiego dla Berka Kohna. Po śmierci właściciela należała do jego córki Estery.
Do ok. 1905 roku na parterze znajdował się Dom Bankiersko-Ekspedycyjny Markusa Grandsteina, którego miejsce zajęła restauracja i kawiarnia Władysława Jackowskiego. Lokal był bardzo popularny. Z powodu umieszczonej przez Jackowskiego od strony al. Wolności altany, podwójny rząd kasztanów na tej ulicy zaczynał się za budynkiem, a w czasie projektowania w okresie międzywojennym linii tramwajowej tory planowano ułożyć na wysokości kamienicy w jezdni. W drugiej połowie dwudziestolecie na parterze umieszczony został sklep firmowy czechosłowackiego producenta obuwia Bata, który działał do końca okupacji.
Na piętrze od 13 listopada 1909 roku działało kino Odeon braci Antoniego i Władysława Krzemińskich, reklamowane jako najstarszy kinematograf w Królestwie [Polskim]. Na zlecenie właścicieli tego kina powstał film dokumentalny Pożar Zapałczarni 16 czerwca 1913 roku z 1913 roku, najstarszy zabytek polskiej kinematografii. W latach 30. kino zbankrutowało i zostało wykupione przez nowych właścicieli, którzy otworzyli je pod nazwą Corso. W okresie okupacji niemieckiej w miejscu kina działał dom żołnierza.
Po wyzwoleniu w kamienicy oba piętra zajął Dom Odzieżowy. Obecnie na parterze mieszczą się sklepy, a na piętrze szkoła językowa.